# Mistrzostwa Świata w Wioślarstwie 2013
43. Mistrzostwa Świata w Wioślarstwie odbyły się między 25 sierpnia a 1 września 2013 w południowokoreańskim mieście Chungju. Zawody rozgrywane były na Jeziorze Tangeum.

## Kalendarz
| Q | Kwalifikacje |
| R | Repasaże     |
| Ć | Ćwierćfinały |
| P | Półfinały    |
| F | Finały       |

| Kalendarz                               | Kalendarz   | Kalendarz | Kalendarz | Kalendarz | Kalendarz | Kalendarz | Kalendarz | Kalendarz | Kalendarz | Kalendarz |
| --------------------------------------- | ----------- | --------- | --------- | --------- | --------- | --------- | --------- | --------- | --------- | --------- |
| Konkurencja                             | Konkurencja | Data      | Data      | Data      | Data      | Data      | Data      | Data      | Data      | Data      |
| Konkurencja                             | Konkurencja | 25.08     | 26.08     | 27.08     | 28.08     | 29.08     | 30.08     | 30.08     | 31.08     | 01.09     |
| Mężczyźni                               |             |           |           |           |           |           |           |           |           |           |
| M1x (jedynka)                           | Q           | R         |           | Ć         | P (C/D)   | P (A/B)   | F (E/D/C) |           | F (B/A)   |           |
| M2x (dwójka podwójna)                   |             | Q         |           | R         |           | P         | F (C)     |           | F (B/A)   |           |
| LM1x (jedynka wagi lekkiej)             | Q           |           | R         |           | P         | F         | F         |           |           |           |
| LM2x (dwójka podwójna wagi lekkiej)     | Q           |           | R         |           | P         | F (D/C)   | F (D/C)   | F (B/A)   |           |           |
| LM4x (czwórka podwójna wagi lekkiej)    |             |           | R         |           |           | F         | F         |           |           |           |
| M4x (czwórka podwójna)                  | Q           |           | R         |           |           |           |           | F         |           |           |
| M2 (dwójka bez sternika)                | Q           |           | R         |           | P         | F (C)     | F (C)     | F (B/A)   |           |           |
| M4 (czwórka bez sternika)               | Q           |           | R         |           | P         | F (C)     | F (C)     | F (B/A)   |           |           |
| LM2 (dwójka bez sternika wagi lekkiej)  | Q           |           | R         |           |           | F         | F         |           |           |           |
| LM4 (czwórka bez sternika wagi lekkiej) |             | Q         |           | R         |           | P         | F (C)     |           | F (B/A)   |           |
| M2+ (dwójka ze sternikiem)              | Q           |           | R         |           |           | F         | F         |           |           |           |
| M8+ (ósemka)                            |             | Q         |           | R         |           |           |           |           | F         |           |
| LM8+ (ósemka wagi lekkiej)              |             |           | R         |           |           | F         | F         |           |           |           |
|                                         |             |           |           |           |           |           |           |           |           |           |
| Kobiety                                 |             |           |           |           |           |           |           |           |           |           |
| W1x (jedynka)                           |             | Q         |           | R         |           | P         | F (C)     |           | F (B/A)   |           |
| W2x (dwójka podwójna)                   |             | Q         |           | R         |           | P         | F (C)     |           | F (B/A)   |           |
| LW1x (jedynka wagi lekkiej)             | Q           |           | R         |           | P         | F         | F         |           |           |           |
| LW2x (dwójka podwójna wagi lekkiej)     | Q           |           | R         |           | P         | F (C)     | F (C)     | F (B/A)   |           |           |
| LW4x (czwórka podwójna wagi lekkiej)    |             |           | R         |           |           | F         | F         |           |           |           |
| W4x (czwórka podwójna)                  | Q           |           | R         |           |           |           |           | F         |           |           |
| W2 (dwójka bez sternika)                | Q           |           | R         |           |           |           |           | F         |           |           |
| W4 (czwórka bez sternika)               |             |           | R         |           |           | F         | F         |           |           |           |
| W8+ (ósemka)                            |             | Q         |           | R         |           |           |           |           | F         |           |

## Medaliści

### Mężczyźni
| Konkurencja                                       | Złoto | Złoto   | Srebro | Srebro  | Brąz | Brąz    |
| Konkurencja                                       | Zawodnik | Czas    | Zawodnik | Czas    | Zawodnik | Czas    |
| M1x (jedynka) szczegóły                           | Ondřej Synek | 6:45,24 | Ángel Fournier | 6:48,91 | Marcel Hacker | 6:49,39 |
| M2x (dwójka podwójna) szczegóły                   | Norwegia · Nils Jakob Hoff · Kjetil Borch | 6:09,51 | Litwa · Rolandas Maščinskas · Saulius Ritter | 6:10,87 | Włochy · Francesco Fossi · Romano Battisti | 6:12,54 |
| M4x (czwórka podwójna) szczegóły                  | Chorwacja · David Šain · Martin Sinković · Damir Martin · Valent Sinković                                                                                                | 5:53,57 | Niemcy · Karl Schulze · Paul Heinrich · Lauritz Schoof · Tim Grohmann                                                                                            | 5:54,39 | Wielka Brytania · Graeme Thomas · Sam Townsend · Charles Cousins · Peter Lambert                                                                                      | 5:54,78 |
| M2 (dwójka bez sternika) szczegóły                | Nowa Zelandia · Eric Murray · Hamish Bond | 6:34,98 | Francja · Germain Chardin · Dorian Mortelette | 6:41,74 | Holandia · Rogier Blink · Mitchel Steenman | 6:45,67 |
| M4 (czwórka bez sternika) szczegóły               | Holandia · Boaz Meylink · Kaj Hendriks · Mechiel Versluis · Robert Lücken                                                                                                | 6:13,95 | Australia · William Lockwood · Alexander Lloyd · Spencer Turrin · Joshua Dunkley-Smith                                                                           | 6:14,58 | Stany Zjednoczone · Grant James · Seth Weil · Henrik Rummel · Michael Gennaro                                                                                         | 6:15,46 |
| M2+ (dwójka ze sternikiem) szczegóły              | Włochy · Luca Parlato · Vincenzo Abbagnale · Enrico D’Aniello | 7:09,15 | Niemcy · Paul Schröter · Bastian Bechler · Jonas Wiesen | 7:12,34 | Francja · Matthieu Moinaux · Laurent Cadot · Benjamin Manceau | 7:13,50 |
| M8+ (ósemka) szczegóły                            | Wielka Brytania · Daniel Ritchie · Tom Ransley · Alex Gregory · Peter Reed · Mohamed Sbihi · Andrew Triggs Hodge · George Nash · William Satch · Phelan Hill             | 5:30,35 | Niemcy · Hannes Ocik · Maximilian Munski · Eric Johannesen · Maximilian Reinelt · Anton Braun · Felix Drahotta · Richard Schmidt · Kristof Wilke · Martin Sauer  | 5:30,89 | Stany Zjednoczone · Ian Silveira · Ross James · Nareg Guregian · Ambrose Puttmann · Austin Hack · Stephen Kasprzyk · Thomas Dethlefs · Thomas Peszek · Zachary Vlahos | 5:33,92 |
| LM1x (jedynka wagi lekkiej) szczegóły             | Henrik Stephansen | 7:11,13 | Jérémie Azou | 7:12,94 | Péter Galambos | 7:14,38 |
| LM2x (dwójka podwójna wagi lekkiej) szczegóły     | Norwegia · Kristoffer Brun · Are Strandli | 6:36,04 | Szwajcaria · Simon Schürch · Mario Gyr | 6:37,11 | Wielka Brytania · Richard Chambers · Peter Chambers | 6:38,04 |
| LM4x (czwórka podwójna wagi lekkiej) szczegóły    | Grecja · Jeorjos Konsolas · Spyridon Giannaros · Panajotis Magdanis · Eleftherios Konsolas                                                                               | 6:03,44 | Niemcy · Moritz Moos · Julius Peschel · Jonas Schützeberg · Jason Osborne                                                                                        | 6:05,55 | Włochy · Paolo Ghidini · Matteo Mulas · Andrea Cereda · Francesco Rigon                                                                                               | 6:07,19 |
| LM2 (dwójka bez sternika wagi lekkiej) szczegóły  | Szwajcaria · Simon Niepmann · Lucas Tramer | 6:49,85 | Włochy · Elia Luini · Martino Goretti | 6:51,48 | Wielka Brytania · Sam Scrimgeour · Mark Aldred | 6:52,08 |
| LM4 (czwórka bez sternika wagi lekkiej) szczegóły | Dania · Kasper Winther Jørgensen · Jacob Larsen · Jacob Barsøe · Morten Jørgensen                                                                                        | 5:55,68 | Nowa Zelandia · James Hunter · James Lassche · Peter Taylor · Curtis Rapley                                                                                      | 5:57,28 | Wielka Brytania · Adam Freeman-Pask · William Fletcher · Jonathan Clegg · Chris Bartley                                                                               | 5:59,98 |
| LM8+ (ósemka wagi lekkiej) szczegóły              | Włochy · Simone Molteni · Catello Amarante · Petru Zaharia · Leone Barbaro · Stefano Oppo · Vincenzo Serpico · Francesco Schisano · Paolo di Girolamo · Enrico D’Aniello | 6:02,27 | Australia · John Price · John McDonnell · Timothy Widdicombe · Alister Foot · Blair Tunevitsch · Darryn Purcell · Nicholas Silcox · Simon Nola · Timothy Webster | 6:06,51 | Stany Zjednoczone · David Morgenstern · Bryan Pape · Tobin McGee · Brendan Mulvey · Dorian Weber · Joshua Getz · Peter Gibson · Sean Gibel · Michael Hwang            | 6:10,20 |

### Kobiety
| Konkurencja                                    | Złoto | Złoto   | Srebro | Srebro  | Brąz | Brąz    |
| Konkurencja                                    | Zawodnik | Czas    | Zawodnik | Czas    | Zawodnik | Czas    |
| W1x (jedynka) szczegóły                        | Kim Crow | 7:31,34 | Emma Twigg | 7:33,57 | Miroslava Knapková | 7:36,88 |
| W2x (dwójka podwójna) szczegóły                | Donata Vištartaitė Milda Valčiukaitė | 6:51,82 | Fiona Bourke Zoe Stevenson | 6:51,86 | Kaciaryna Karsten Julija Biczyk | 6:55,90 |
| W4x (czwórka podwójna) szczegóły               | Niemcy · Annekatrin Thiele · Carina Bär · Julia Richter · Britta Oppelt                                                                                                 | 6:41,86 | Kanada · Emily Cameron · Katharine Goodfellow · Carling Zeeman · Antje von Seydlitz-Kurzbach                                                                         | 6:45,02 | Polska · Sylwia Lewandowska · Joanna Leszczyńska · Magdalena Fularczyk · Natalia Madaj                                                                     | 6:46,27 |
| W2 (dwójka bez sternika) szczegóły             | Wielka Brytania · Helen Glover · Polly Swann | 7:22,82 | Rumunia · Roxana Cogianu · Nicoleta Albu | 7:25,75 | Nowa Zelandia · Kayla Pratt · Rebecca Scown | 7:27,58 |
| W4 (czwórka bez sternika) szczegóły            | Stany Zjednoczone · Emily Huelskamp · Olivia Coffey · Tessa Gobbo · Felice Mueller                                                                                      | 6:43,15 | Kanada · Sarah Black · Christine Roper · Natalie Mastracci · Cristy Nurse                                                                                            | 6:47,62 | Australia · Hannah Vermeersch · Alexandra Hagan · Charlotte Sutherland · Lucy Stephan                                                                      | 6:49,26 |
| W8+ (ósemka) szczegóły                         | Stany Zjednoczone · Amanda Polk · Kerry Simmons · Emily Regan · Lauren Schmetterling · Grace Luczak · Meghan Musnicki · Victoria Opitz · Caroline Lind · Katelin Snyder | 6:02,14 | Rumunia · Cristina Ilie · Ionelia Zaharia · Cristina Grigoraș · Ioana Craciun · Camelia Lupascu · Andreea Boghian · Roxana Cogianu · Nicoleta Albu · Daniela Druncea | 6:07,04 | Kanada · Lisa Roman · Jennifer Martins · Carolyn Ganes · Susanne Grainger · Sarah Black · Christine Roper · Natalie Mastracci · Cristy Nurse · Kristen Kit | 6:09,34 |
| LW1x (jedynka wagi lekkiej) szczegóły          | Michaela Taupe-Traer | 7:50,62 | Ekaterini Nikolaidu | 7:53,23 | Ruth Walczak | 7:54,12 |
| LW2x (dwójka podwójna wagi lekkiej) szczegóły  | Włochy · Laura Milani · Elisabetta Sancassani | 7:17,31 | Stany Zjednoczone · Kristin Hedstrom · Kathleen Bertko | 7:20,73 | Niemcy · Lena Müller · Anja Noske | 7:22,24 |
| LW4x (czwórka podwójna wagi lekkiej) szczegóły | Holandia · Mirte Kraaijkamp · Maaike Head · Rianne Sigmond · Marie-Anne Frenken                                                                                         | 6:49,80 | Stany Zjednoczone · Rachel Stortvedt · Hillary Saeger · Helen Tompkins · Nancy Miles                                                                                 | 6:54,22 | Włochy · Greta Masserano · Enrica Marasca · Giulia Pollini · Eleonora Trivella                                                                             | 6:57,06 |

### Konkurencje niepełnosprawnych
| Konkurencja                                                      | Złoto                                                                                 | Złoto   | Srebro                                                                                           | Srebro  | Brąz                                                                                                 | Brąz    |
| Konkurencja                                                      | Zawodnik                                                                              | Czas    | Zawodnik                                                                                         | Czas    | Zawodnik                                                                                             | Czas    |
| ASW1x (jedynka kobiet) szczegóły                                 | Natalia Bolszakowa                                                                    | 5:13,95 | Birgit Skarstein                                                                                 | 5:18,79 | Claudia Santos                                                                                       | 5:29,82 |
| ASM1x (jedynka mężczyzn) szczegóły                               | Erik Horrie                                                                           | 4:35,98 | Igor Bondar                                                                                      | 4:42,62 | Alexey Chuvashev                                                                                     | 4:44,15 |
| TAMix2x (dwójka mieszana) szczegóły                              | Australia · Gavin Bellis · Kathryn Ross                                               | 3:58,00 | Francja · Perle Bouge · Stephane Tardieu                                                         | 3:59,93 | Ukraina · Iryna Kyryczenko · Dmytro Iwanow                                                           | 4:03,34 |
| LTAMix2x (mieszana dwójka wagi lekkiej) szczegóły                | Ukraina · Kateryna Morozowa · Dmytro Aleksiejew                                       | 3:27,98 | Niemcy · Dmytro Molkenthin · Marcus Klemp                                                        | 3:34,48 | Stany Zjednoczone · Paul Hurley · Natalie McCarthy                                                   | 4:08,59 |
| LTAMix4+ (mieszana czwórka ze sternikiem wagi lekkiej) szczegóły | Wielka Brytania · Pam Relph · Naomi Riches · Oliver Hester · James Fox · Oliver James | 3:16,12 | Włochy · Paola Protopapa · Lucilla Aglioti · Tommaso Schettino · Omar Airolo · Giuseppe Di Capua | 3:21,70 | Południowa Afryka · Shannon Murray · Lucy Perold · Dieter Rosslee · Gavin Kilpatrick · Willie Morgan | 3:22,90 |

## Klasyfikacja medalowa
| Miejsce | Państwo           | Złoto | Srebro | Brąz | Razem |
| ------- | ----------------- | ----- | ------ | ---- | ----- |
| 1.      | Włochy            | 3     | 2      | 3    | 8     |
| 2.      | Australia         | 3     | 2      | 1    | 6     |
| 3.      | Wielka Brytania   | 2     | 0      | 4    | 6     |
| 4.      | Stany Zjednoczone | 2     | 2      | 4    | 8     |
| 5.      | Norwegia          | 2     | 1      | 0    | 3     |
| 6.      | Holandia          | 2     | 0      | 1    | 3     |
| 7.      | Dania             | 2     | 0      | 0    | 2     |
| 8.      | Niemcy            | 1     | 5      | 2    | 8     |
| 9.      | Nowa Zelandia     | 1     | 3      | 1    | 5     |
| 10.     | Ukraina           | 1     | 1      | 1    | 3     |
| 11.     | Grecja            | 1     | 1      | 0    | 2     |
| 11.     | Litwa             | 1     | 1      | 0    | 2     |
| 11.     | Szwajcaria        | 1     | 1      | 0    | 2     |
| 14.     | Czechy            | 1     | 0      | 1    | 2     |
| 14.     | Rosja             | 1     | 0      | 1    | 2     |
| 16.     | Austria           | 1     | 0      | 0    | 1     |
| 16.     | Chorwacja         | 1     | 0      | 0    | 1     |
| 18.     | Francja           | 0     | 3      | 1    | 4     |
| 19.     | Kanada            | 0     | 2      | 1    | 3     |
| 20.     | Rumunia           | 0     | 2      | 0    | 2     |
| 21.     | Rumunia           | 0     | 1      | 0    | 1     |
| 22.     | Brazylia          | 0     | 0      | 1    | 1     |
| 22.     | Białoruś          | 0     | 0      | 1    | 1     |
| 22.     | Węgry             | 0     | 0      | 1    | 1     |
| 22.     | Polska            | 0     | 0      | 1    | 1     |
| 22.     | Południowa Afryka | 0     | 0      | 1    | 1     |